# Gotlands hembygdsförbund
Gotlands hembygdsförbund bildades 1936 och är en samlande organisation för hembygdsrörelsen på Gotland
Gotlands hembygdsförbund har till uppgift att hålla det gotländska kulturarvet levande genom att väcka och underhålla intresset för den gotländska hembygdens särdrag och verka för skydd av kulturminnesmärken. Förbundet företräder omkring 90 medlemsföreningar och är anslutet till Sveriges hembygdsförbund. Medlemstidningen heter Spördagar och en återkommande tradition är ängshävd.